# Hanne Ørstavik

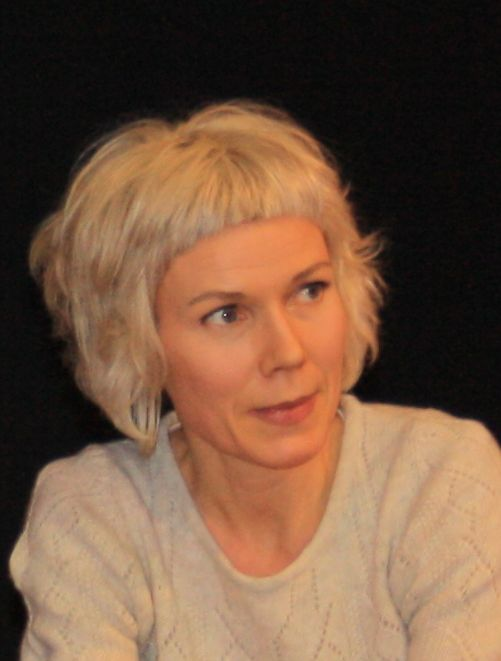
Hanne Ørstavik (2011)

Hanne Cathrine Ørstavik (* 28. November 1969 in Tana, Provinz Finnmark) ist eine norwegische Schriftstellerin.

## Leben
Ørstavik zog im Alter von 16 Jahren nach Oslo um. 1994 begann ihre literarische Laufbahn mit der Publikation ihres Romans Hakk (etwa: Einschnitte). Ihr Durchbruch war der Roman Kjærlighet (Liebe) im Jahre 1997 (deutsche Ausgabe 2017). In den Folgejahren erhielt sie für ihre Werke eine Reihe von nationalen Auszeichnungen und Preisen, darunter für den Roman Presten (Die Pastorin) 2004 den norwegischen Brageprisen.
Hanne Ørstavik lebt in Mailand. Sie ist Witwe.

## Ehrungen und Auszeichnungen
- 1999: Romanpreis der P2-Zuhörer für Als ich gerade glücklich war.
- 1999: Sultprisen.
- 2000: Havmannpreis für Tiden det tar.
- 2002: Dobloug-Preis.
- 2002: Amalie-Skram-Preis.
- 2004: Brageprisen.
- 2007: Aschehougprisen.
- 2023: Gyldendalprisen.

## Veröffentlichungen
- 1994: Hakk.
- 1995: Entropi. Roman. Forlaget Oktober, Oslo, ISBN 82-7094-718-0.
  - 1997. Auszüge daraus ins Deutsche übersetzt von Angelika Gundlach: Entropie. In: die horen, 1997, H. 185, hg. von Uwe Englert u. a., S. 159–166.
- 1997: Kjærlighet
  - 2017: ins Deutsche übersetzt von Irina Hron: Liebe. Karl Rauch Verlag, Düsseldorf, ISBN 978-3-792-00250-6
- 1999: Like sant som jeg er virkelig. Forlaget Oktober, Oslo, ISBN 82-7094-854-3.
  - 2002: ins Deutsche übersetzt von Ina Kronenberger: Als ich gerade glücklich war. Dt. Taschenbuch-Verl., München, ISBN 3-423-24304-X.
  - 2018: ins Deutsche übersetzt von Irina Hron: So wahr wie ich wirklich bin. Karl Rauch Verlag, Düsseldorf, ISBN 978-3-7920-0253-7.
- 2000: Tiden det tar. Forlaget Oktober, Oslo, ISBN 978-8-2495-1147-1.
  - 2019: ins Deutsche übersetzt von Andreas Donat: Die Zeit, die es dauert. Karl Rauch Verlag, Düsseldorf, ISBN 978-3-7920-0259-9.
- 2002: Uke 43.
- 2004: Presten. Forlaget Oktober, Oslo, ISBN 82-495-0274-4.
  - 2009: ins Deutsche übersetzt von Ina Kronenberger: Die Pastorin. Deutsche Verlags-Anstalt, München, ISBN 978-3-421-04418-1.
- 2008: mit Pierre Duba: Der alt er klart. Forlaget Oktober, Oslo, ISBN 978-82-495-0619-4.
- 2009: 48 rue Defacqz. Forlaget Oktober, Oslo, ISBN 978-82-495-0685-9.
- 2011: Hyenene. Forlaget Oktober, Oslo, ISBN 978-82-495-0862-4.
- 2013: Det finnes en stor åpen plass i Bordeaux. Forlaget Oktober, Oslo, ISBN 978-82-495-1299-7.
- 2014: På terrassen i mørket, Forlaget Oktober, Oslo, ISBN 978-82-495-1409-0.
- 2017: Over fjellet, Roman.
- 2018: Jeg drømte at alle bøkene mine sto i kjøkkenskap (Essays und Zeitschriftenbeiträge).
- 2019: Roman. Milano, Roman.